# のぞいちゃお
『のぞいちゃお♥』（のぞいちゃおはーと）は、原作・漫画群りゅうせいの同名コミックに掲載しているエピソード。単行本は2009年1月28日に発売。

## 第一話
両親は知人たちと夜中にカラオケに行っており、姉も外出中で一人で家にいる真梨乃。
そして、試験勉強などの時期は決まって幼馴染の圭一が自分の家に来て一緒に勉強をすることが多く、今日も例によって圭一が来て、一緒に勉強をした。
ある時、真梨乃から「なぜ自分の家に勉強をしに来るのか？」を聞かれた圭一は「自分達の両親がカラオケに行ってると自分の家に兄と真梨乃の姉がいるから」と返答される。姉たちが付き合っているのは分かりきっているだけに「カップルだからいいのでは？」と、その言葉だけでは疑問が解決されなかった真梨乃はさらに質問をするものの、圭一は「見たほうが早い」と言わんばかりに隣にある自分の家の部屋を真梨乃に見せる。
そこには全裸で抱き合いキスをしている圭一の兄・泰明、そして真梨乃の姉・恵梨花がいた。
真梨乃は恵梨花が泰明にフェラをして精液を飲み干す場面も目撃してしまい、衝撃を受ける、そして泰明が挿入する前の前戯として恵梨花にクンニをするところで、真梨乃は冷静になり、圭一に姉の痴態を見せたくないとカーテンを閉じる。
真梨乃はどこかへ行こうとしたが、興奮からふらついて倒れてしまうが、この時に自分のパンツ、そして濡れているところを圭一に見られたことで赤面して、圭一は突然「俺は真梨乃が小さいころから好きだった」と告白する。そして真梨乃も「自分もだよ」と相思相愛であることがわかり、キスをして、自分たちも兄（姉）と同じことをしてみたいと決意する
真梨乃は上着を脱いで、胸をあらわにして、圭一から胸の大きさをからかわれ恥ずかしがるが、圭一もすぐに服を脱ぎ、自分の股間を真梨乃に見せる。真梨乃は慎重に触り、姉がしていたのを参考にフェラをして射精をさせるが、飲み干すことには失敗をしてしまう。
今度は自分の番だと張り切る圭一は真梨乃のパンツを外して、股を開かせて辱める。指で性器をいじり、真梨乃を感じさせ、軽くいかせたあとに挿入、処女であった真梨乃は最初は痛がるが、次第に慣れて、キスもしながら激しいピストン運動で絶頂を迎える。
それからは二人きりのときにはいつも泰明と恵梨花のセックスをのぞき見して、それを参考にして自分たちも同じことをする日々を送るが、時折見せる変態プレイに真梨乃は辟易していることもあった…。

## 第二話
相変わらず泰明と恵梨花のセックスを参考にして自分たちもそれに倣い同じことをする日々を送る真梨乃と圭一。
そのなかでシックスナインをしていたので、今回はそれをしようと決めた圭一は真梨乃の上着をずらして胸を露出させる。真梨乃はムードを大切にしてほしいから唐突なエッチはやめてと諭し、圭一も冷静になるが「これでムードはいいだろう」とすぐにベッドに押し倒す。
互いに全裸になり、寝転んだ二人はさっそくシックスナインをして互いの性器を愛撫するが、圭一も真梨乃も気持ちよさから愛撫が中途半端になり、普通のセックスとして、圭一は真梨乃の両胸を鷲掴みにして、真梨乃に挿入をする。真梨乃は自分の両胸を両腕で寄せ上げるなどをして、よがり一度目の絶頂を迎えた。
圭一はバックからやりたいと真梨乃をその態勢にするが、実は圭一は前からアナルセックスに興味をもっており、そのことをよく知っている真梨乃もふと不安に駆られるが、予感は的中して圭一はアナルに挿入をした。
しかし、想像していた苦しみはなく、むしろ気持ちよかった真梨乃は快感に身を任せてしまう。
そして泰明と恵梨花は、逆に圭一と真梨乃がセックスしているところを見かける。実は二人は弟と妹が相思相愛なのを知っており、あえて自分たちのセックスを見せびらかすことで触発させ、進展させようと考えていたのだった。そして目論見通りになったことで自分たちの役目が終わったと悟り、カーテンを閉めて、自分たちが本来やりたかったプレイをするようになった。
真梨乃は二度目の絶頂を迎えて、圭一をとりあえずは怒ってすぐに許したが、カーテン越しではあったが圭一が恵梨花が縛られたうえで浣腸をしている光景を目撃して、真梨乃は驚き、圭一は「俺たちもやろう」みたいに言ったが、そんな圭一を小突いて呆れた表情をした。真梨乃は姉のＭな一面に呆れながらも、一方で自分がＳだったら相手に試してもいいかもと、その気になっているところがあった。

## 登場人物
真梨乃
主人公であり、メインヒロイン。このエピソードが掲載されている単行本の表紙も飾っている。長髪の美少女であり、爆乳。ブラジャーで胸が締め付けられるのが嫌という理由でノーブラであり、第二話では卑猥なことを考えてすぐに濡れてしまうのが嫌だからとパンツも穿かなくなった。子供っぽいところがあり、言動も甘ったるいところがある。それなりに性には興味があるが、アナルをしらないなど知識はあまりなく、またムードを大切する考えから唐突なエッチも好みではない。
圭一
真梨乃の幼馴染で、真梨乃とは家が隣同士。それなりに性に興味があり、知識もあるほうだが、真梨乃の爆乳に特別意識をもたないなど、いわゆる「おっぱい星人」ではない模様。当初は自分の家で何かと性行為をする兄たちを訝しんでいたが、自身も真梨乃とエッチをするようになってからは性行為に積極的になった。
泰明
圭一の兄。変態プレイを好んでいるが、真梨乃の裸をみても欲情しないなど、自制心が強い一面もある。
恵梨花
真梨乃の姉。スタイルのよい美人で巨乳だが、胸に関しては妹に負けているところがある。